# Power-Wrestling
Power-Wrestling ist ein seit Februar 1995 regelmäßig erscheinendes Wrestling-Magazin der Power Video Verlags GmbH Düsseldorf. Verleger, Herausgeber und Chefredakteur ist Wolfgang Stach. Power-Wrestling ist die einzige unabhängige deutschsprachige Wrestling-Publikation und das größte unabhängige Wrestling-Magazin Europas. Der Online-Auftritt von Power-Wrestling beinhaltet das größte Wrestling-Nachrichtenportal Deutschlands und eine unregelmäßig gesendete Online-Radio-Show.

## Geschichte
Vorgängerpublikationen (1989 bis 1995)

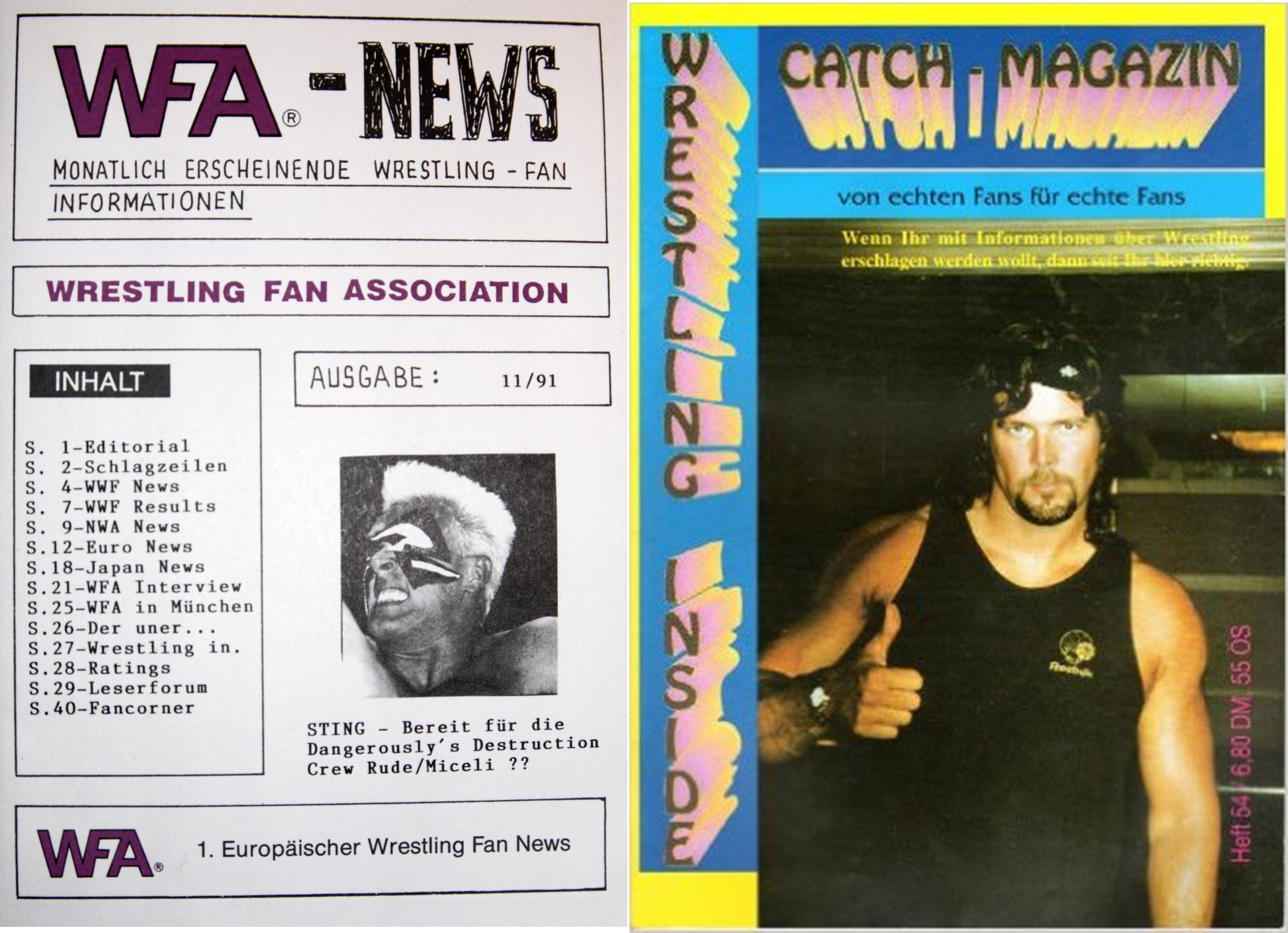
WFA-News und Catch-Magazin

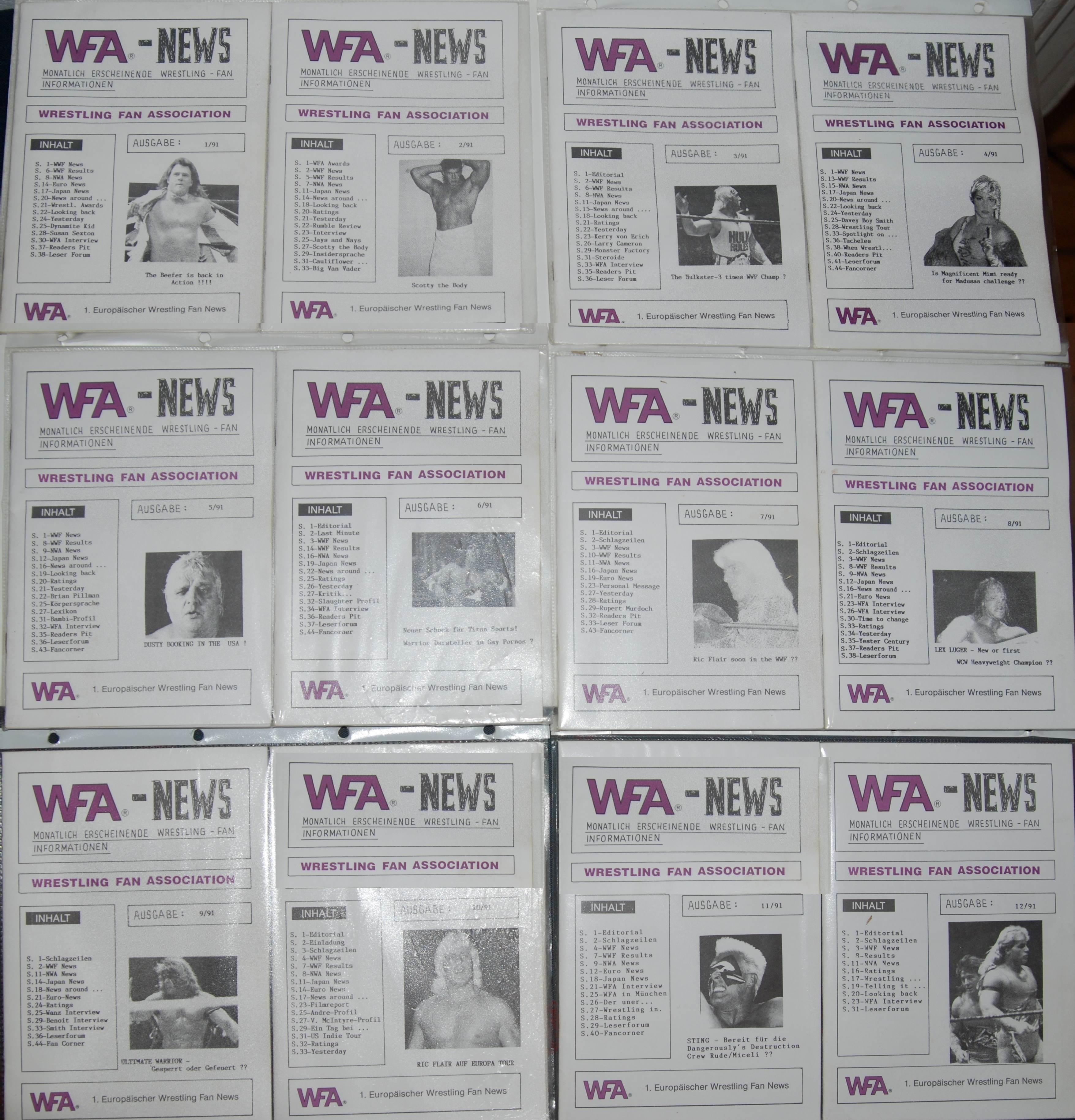
Jahressatz WFA-News von 1991

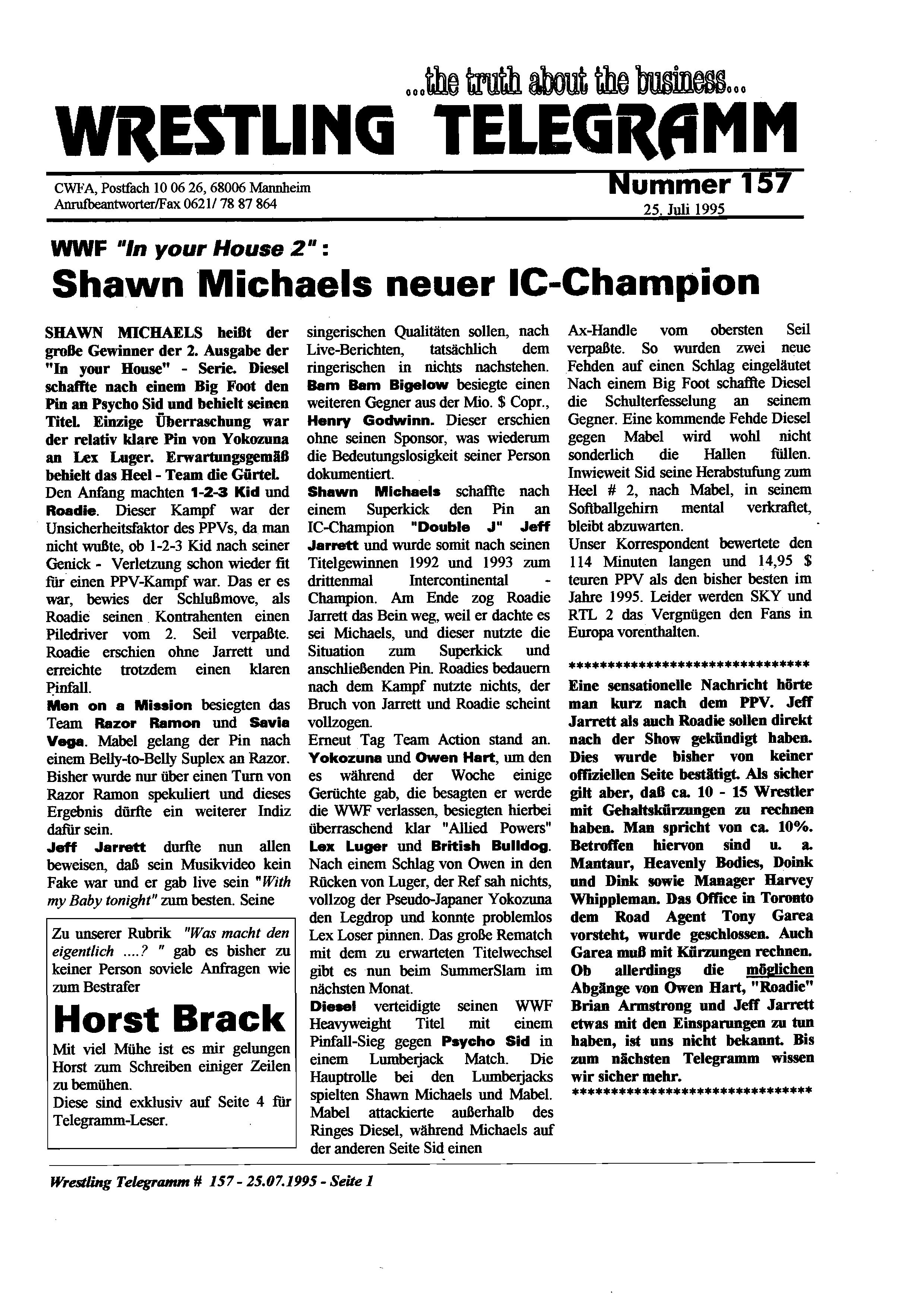
Wrestling Telegramm

Erste Wirkungsstätte von Power-Wrestling-Macher Wolfgang Stach war das erstmals im Oktober 1990 von ihm mitherausgegebene Catch-Magazin, ein hobbymäßig und amateurhaft erstelltes deutschsprachiges Fanzine für die Fangruppierung Catch Fans International (CFI) mit Schwerpunkt auf die deutsch-österreichische Wrestlingpromotion CWA rund um Otto Wanz. Das Heft wurde noch im DIN-A5-Format mittels s/w-Heimkopiergerät zusammengestellt und mit rotem Papier-Cover veröffentlicht. Nach der Ende 1991 erfolgten Abspaltung des Herausgebers Wolfgang Stach vom Catch-Magazin arbeitete Stach ab 1992 mit den WFA-NEWS und deren Herausgebern Bernd Model und Uwe Fruth zusammen.
Model und Fruth hatten bereits seit 1987 als Gründer des ersten europäischen Wrestling-Fan-Clubs Wrestling Fan Association (WFA) und ab 1989 als Herausgeber des ersten europäischen Wrestling-Fanzines WFA-NEWS viel Erfahrung mit der Publikation eines Wrestling-Insider-Magazins sammeln können. Die Schwerpunkte lagen auf die Berichterstattung über die WWF, NWA/WCW, die japanischen Wrestlingpromotions NJPW und AJPW und Veranstaltungen europäischer Wrestlingpromotions wie die CWA und Gerd Völlinks VoRo-Agentur bzw. GWP. Dazu gab es Rubriken für Wrestlerporträts, Leserbriefe und Flohmarktanzeigen für Wrestlingartikel und Wrestlingvideos. Die monatlich erscheinenden WFA-NEWS waren das unumstrittene deutschsprachige nonplusultra für Wrestlingfans in ganz Europa und hatte im Jahre 1991 etwa 450 Abonnenten. WFA-Mitglieder, sowie WFA-NEWS-Leser und -Autoren waren u. a. die RTL-Moderatoren „Der Bestrafer“ Horst Brack und Joe Williams der NWA/WCW-TV-Show Catch Up, Carsten Schaefer, Tele-5-Moderator der WWF-TV-Sendung Ring Frei! und der spätere Power-Wrestling-Chefredakteur Christian Bruns. WFA-Ehrenmitglieder waren u. a. die ehemaligen WWF-Champions Ricky Steamboat und Ivan Putski, sowie die WWF/NWA-Women-Wrestling-Champions Alundra Blayze alias Madusa Miceli, Cora Combs und Debbie Combs.
Die WFA-Gründer Bernd Model und Uwe Fruth, sowie die WFA-NEWS-Autoren Kurt Gebs, Andreas Matlé und Michael Kunst galten innerhalb der überschaubaren deutschsprachigen Fanszene als anerkannte und weltweit bestens in der Wrestlingsszene vernetzte, fan-nahe Idealisten.  Man pflegte eine Skepsis zum Catch-Magazin und der Herausgeberin Betty Frank, da man das Catch-Magazin in vielen Belangen als Kopie der WFA-NEWS betrachtete. Ab Frühjahr 1991 führten die WFA´ler mit CFI-Präsident und Catch-Magazin-Co-Herausgeber Wolfgang Stach einige fruchtbare Gespräche und man konnte etwaige Differenzen letztendlich überwinden. Resultierend daraus folgte Ende 1991 der Ausstieg von Wolfgang Stach beim Catch-Magazin und stattdessen sein Einstieg bei den WFA-NEWS. Wolfgang Stachs Engagement als Europaexperte bei den WFA-NEWS ging einher mit einer umfassenden Neuausrichtung des bisherigen Publikationsmodus. Zudem begann eine Professionalisierung des Fanzines. Dementsprechend hatten die WFA-NEWS bereits ab Ausgabe 1/1992 ein deutlich anspruchsvolleres Layout und eine höhere Druckqualität der bisher am Kopiergerät hergestellten WFA-NEWS. Die letzte WFA-NEWS nach altem Muster erschien im Dezember 1991.
Ab Januar 1992 wurden die WFA-NEWS nun durch den von Bernd Model herausgegebenen Newsletter Wrestling Telegramm ersetzt. Annähernd wöchentlich versendete Model das zwei bis sechs DIN-A-4-Seiten umfassende Wrestling Telegramm per Briefumschlag an Mitglieder bzw. Abonnenten, um fortan deutlich zeitnäher und aktueller über PPV-Events, Kampfberichte und Neuigkeiten der damaligen Topligen WWF, WCW, ECW, SMW, NJPW, AJPW, FMW, CWA, UFC und europäischen Free-Fight-Szene zu informieren. Vorbild für das Wrestling Telegramm war u. a. der von Dave Meltzer herausgegebene Wrestling Observer Newsletter. Im Rahmen eines Jahres-Abos des Wrestling Telegramm erhielten die Abonnenten nun alle 2 Monate zusätzlich die von Wolfgang Stach erarbeiteten und herausgegebenen WFA-NEWS, die mehr und mehr den Charakter eines Magazins bekamen. Die erste Ausgabe der im neuen Gewand präsentierten WFA-NEWS aus dem Hause von Stachs Power Video Verlag wurde im Februar 1992 an die Wrestling Telegramm-Abonnenten versendet und beinhaltete ausführliche Insidergeschichten, PPV-Besprechungen, Interviews und Wrestler-Biographien, da diese in den auf aktuelle Kurznachrichten spezialisierten Wrestling Telegrammen zu kurz kamen.
Gründung und Erstausgabe von Power Wrestling (1995)
Der Zuspruch zur Kombination aus Newsletter und der vom Tagesgeschehen losgelösten WFA-NEWS ermutigte Wolfgang Stach nach zwei weiteren Jahren zur Gründung eines in völliger Eigenregie produzierten, professionellen, unabhängigen und deutschsprachigen Wrestling-Magazins. In Anlehnung an Stachs Power Video Verlag wurde die Publikation Power-Wrestling getauft. Die erste Power-Wrestling erschien im Februar 1995 im Zeitschriftenhandel. Das im professionellen Farbdruckverfahren hergestellte Wrestling-Magazin erschien zunächst zweimonatlich mit lediglich 36 Seiten. Als hauptverantwortlicher Verleger, Herausgeber und Chefredakteur schreibt Wolfgang Stach den größten Teil für das Heft selbst. Ergänzt werden Heftgestaltung, Onlineauftritt und Radio-Show durch den stellvertretenden Chefredakteur Christian Bruns und einer Handvoll weiterer Redakteure. Im Jahr 1998 wurde aufgrund der steigenden Verkaufszahlen eine monatliche Erscheinungsweise eingeführt. Ebenso gab es Veränderungen am Layout und an der Farbgestaltung des Magazins. Die Seitenzahl des Magazins erhöhte sich auf die jetzigen 68 Seiten pro Ausgabe. Im Dezember 1996 wurde das letzte Wrestling Telegramm verschickt, was gleichzeitig auch das endgültige Ende der WFA bedeutete. Lediglich Power-Wrestling "überlebte" den Übergang vom Fanzine zum professionellen Fachmagazin.
Im Februar 2015 erschien zum 20-jährigen Jubiläum die 223. Ausgabe des Magazins erstmals mit einem Hochglanz-Cover.
Power-Wrestling gilt als Deutschlands ältestes noch publizierte unabhängige Wrestlingmagazin und ist seit der Einstellung der hiesigen Ausgabe des WWE-Action-Magazins im Mai 2014 das einzig verbliebene deutschsprachige Wrestlingmagazin.
Durch Kontakte zu zahlreichen prominenten Wrestlern wie den verstorbenen Owen Hart und Ultimate Warrior, zeichnet sich das Magazin durch eine authentische und hintergrundorientierte Berichterstattung aus.

## Power-Wrestling-Awards
Seit dem Jahr 2000 finden in der Power-Wrestling alle 12 Monate die Jahreswahlen unter dem Titel PW AWARDS statt. Hierbei bestimmen jedes Jahr, sowohl die Leser des Magazins, als auch seit 2009 die Webnutzer, über den Wrestler des Jahres. Darüber hinaus kann in aktuell 14 weiteren Kategorien (u. a. Wrestlerin des Jahres, Aufsteiger, Bester Pay-per-View) abgestimmt werden. Die Jahreswahlen gelten allgemein als wichtigster Stimmungsindikator der deutschsprachigen Wrestlingfans.
Jeder Teilnehmer kann pro Kategorie jeweils drei Angaben machen. Bei der Auswertung erhält der auf Platz 1 genannte 10 Punkte, der Zweitgenannte 6 Punkte und der Drittgenannte 4 Punkte. Hierdurch errechnet sich das möglichst objektive Ergebnis.
Wrestler des Jahres
| Jahr | Platz 1        | Platz 2        | Platz 3       |
| ---- | -------------- | -------------- | ------------- |
| 2000 | Triple H       | The Rock       | Jeff Jarrett  |
| 2001 | Steve Austin   | Kurt Angle     | Chris Jericho |
| 2002 | Kurt Angle     | Brock Lesnar   | Triple H      |
| 2003 | Brock Lesnar   | Kurt Angle     | Triple H      |
| 2004 | Chris Benoit   | Randy Orton    | Triple H      |
| 2005 | Batista        | Eddie Guerrero | John Cena     |
| 2006 | Edge           | John Cena      | Triple H      |
| 2007 | The Undertaker | Batista        | Edge          |
| 2008 | Jeff Hardy     | Chris Jericho  | Edge          |
| 2009 | The Undertaker | Jeff Hardy     | John Cena     |
| 2010 | Randy Orton    | John Cena      | The Miz       |
| 2011 | CM Punk        | Randy Orton    | John Cena     |
| 2012 | CM Punk        | John Cena      | Daniel Bryan  |
| 2013 | Daniel Bryan   | CM Punk        | John Cena     |
| 2014 | Dean Ambrose   | Seth Rollins   | Roman Reigns  |
| 2015 | Seth Rollins   | Dean Ambrose   | Roman Reigns  |
| 2016 | AJ Styles      | Kevin Owens    | Seth Rollins  |
| 2017 | AJ Styles      | Braun Strowman | Roman Reigns  |
| 2018 | Seth Rollins   | AJ Styles      | Kenny Omega   |
| 2019 | Chris Jericho  | Adam Cole      | Seth Rollins  |
| 2020 | Drew McIntyre  | Jon Moxley     | Randy Orton   |